# Medel (Lucmagn)
Medel (Lucmagn) (německy a do roku 1943 oficiálně Medels im Oberland) je obec ve švýcarském kantonu Graubünden, okresu Surselva. Nachází se v údolí Medelského Rýna, asi 55 kilometrů jihozápadně od kantonálního hlavního města Churu, v nadmořské výšce 1 332 metrů. Má přibližně 350 obyvatel.

## Historie

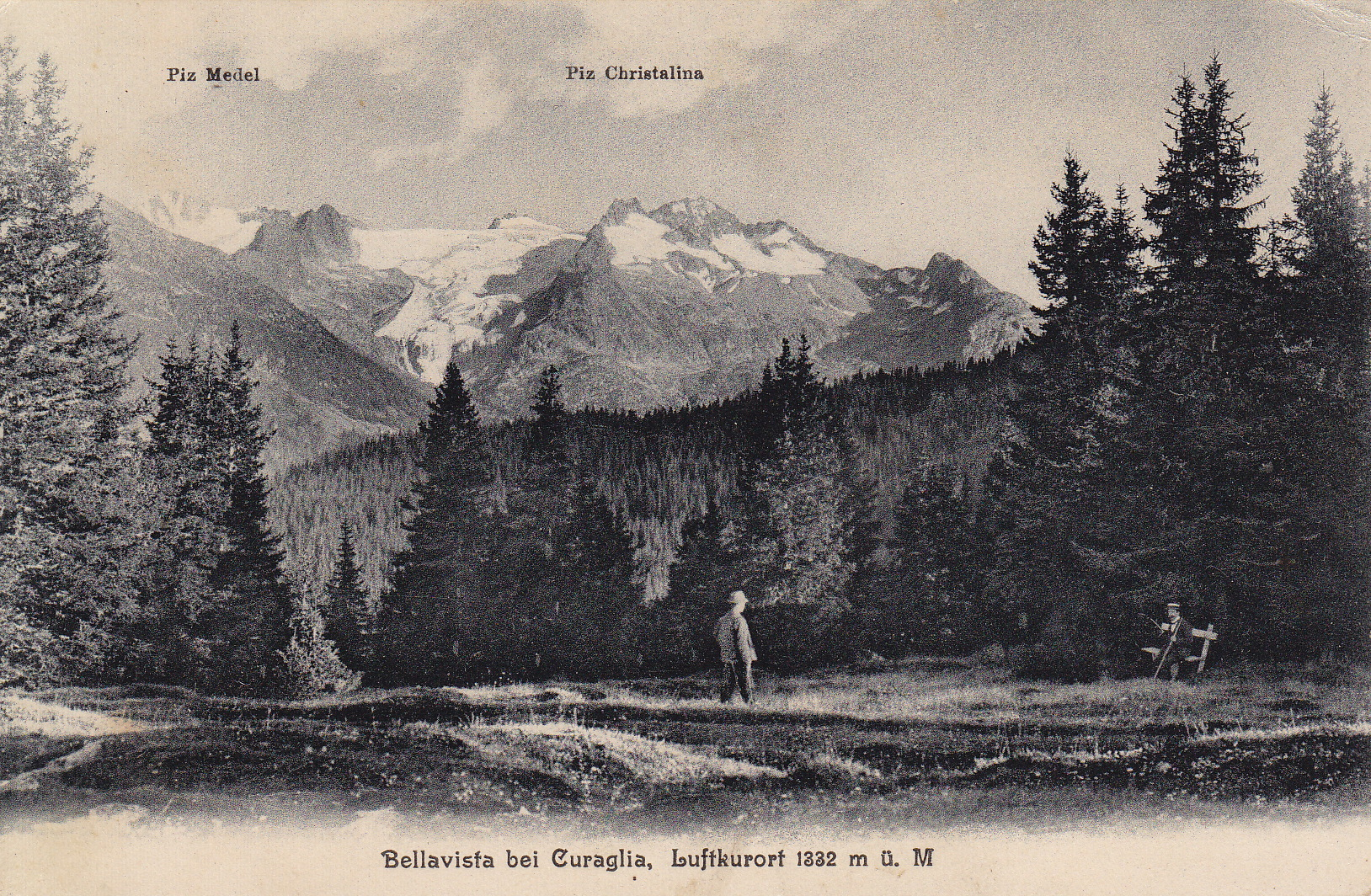
Piz Medel na pohlednici z roku 1910

Vstup do údolí byl osídlen z Disentisu na počátku středověku, střední část ve 12. a 13. století a oblast Lukmanieru (Lukmanierský průsmyk) z údolí Blenio na konci středověku. Walserové se zde angažovali jen okrajově, např. v oblasti Mutschnengia. Na konci 14. století zde bylo asi 60 osad. Medel patřil pod územní svrchovanost kláštera Disentis, ale církevní obyvatelé v údolí získali v roce 1355 vlastního rychtáře a v letech 1526 až 1643 soudní pravomoc. V roce 1744 se z klášterní nadvlády vykoupili. 
Údolní kostel v Plattě (zmiňovaný v roce 1338), zasvěcený svatému Martinovi, byl filiálkou farnosti svatého Jana (San Gions) v Disentisu. V roce 1454 se osamostatnila a v roce 1500 byla povýšena na farnost. Nejpozději od roku 1366 až do 17. století se v oblasti Medelu těžilo stříbro. První silnice do Medelu byla dokončena v roce 1780, nová Lukmanierstrasse byla otevřena v roce 1875 a kantonální silnice byla postavena v letech 1956–1963.

## Geografie

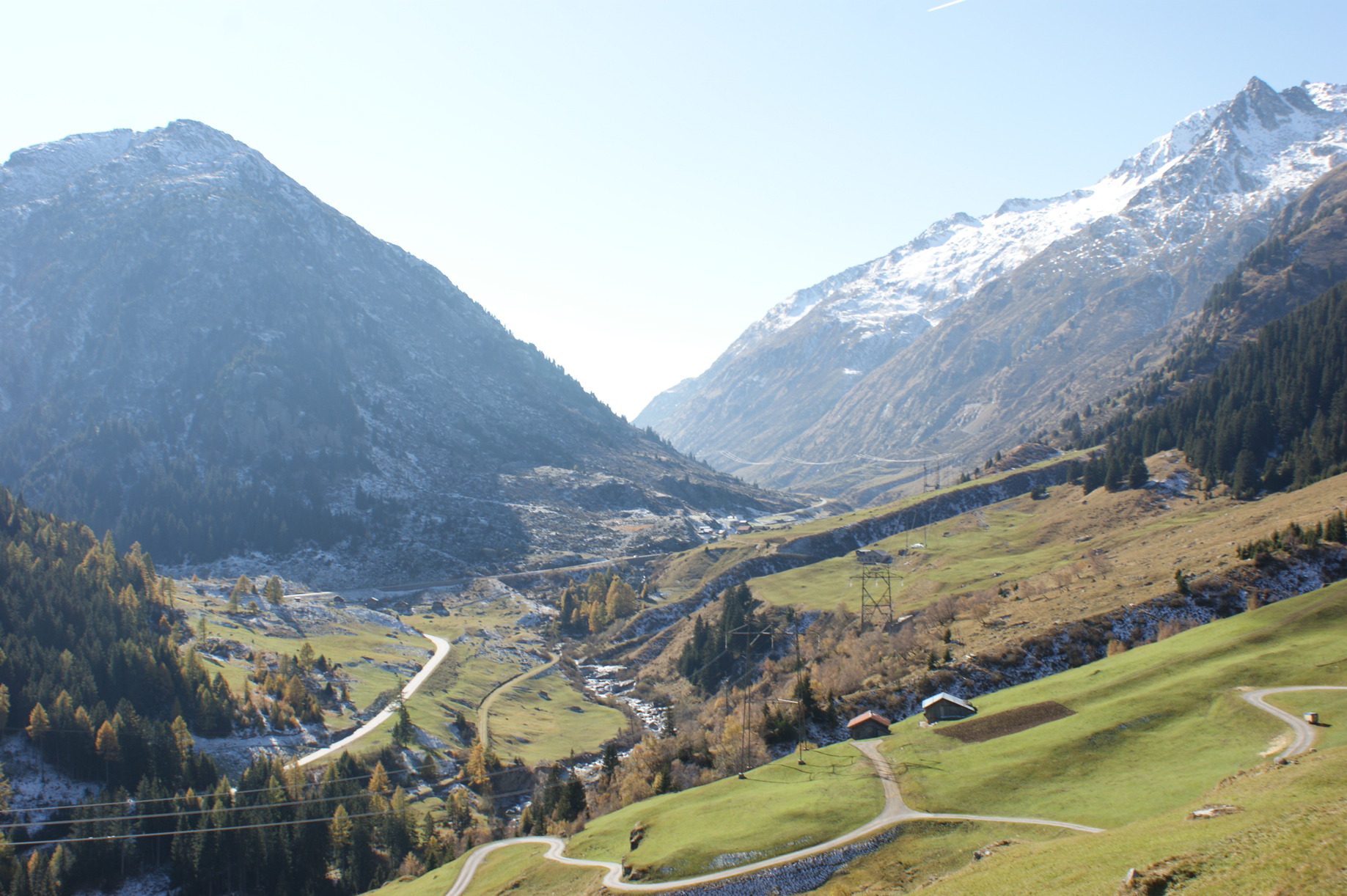
Údolí Val Medel

Obec zahrnuje všechny vesnice v údolí Val Medel, které se nachází mezi Disentis/Mustér a průsmykem Lukmanier. Její jižní hranice je zároveň hranicí kantonů Graubünden a Ticino. Medel (Lucmagn) se tak skládá z mnoha vesnic, vesniček a jednotlivých osad. Dřívějším centrem byla Platta (1389 m n. m.); malá, lavinami ohrožená osada se stále označuje jako hlavní vesnice. Největší vesnicí je Curaglia. Dalšími hlavními místními částmi rozsáhlé obce jsou (od severu k jihu): Soliva (1492 m), Mutschnengia (1405 m), Fadretsch (1278 m), Baselgia (1365 m), Drual (1412 m), Matergia (1415 m), Pardé (1400 m), Fuorns (1488 m), Acla (1477 m) a Sogn Gions (1623 m).
Z celkové rozlohy obce přes 136 km² je více než 90 km² neproduktivní plochy, většinou horské. Nejvyššími body jsou Piz Medel (3210 m) a Scopí (3190 m), které pokrývá ledovec Medels. Nádrž Lai da Sontga Maria v průsmyku Lukmanier má rozlohu 177 ha. Dalších 2026 ha pokrývají lesy a lesní porosty. Zemědělská plocha o rozloze 2421 ha se skládá z 2072 ha alpských luk a 349 ha orné půdy a luk. Zbývajících 80 ha obce tvoří zastavěná plocha.
Vzhledem k nalezištím zlata v této oblasti byly opakovaně zahájeny různé projekty jeho možné těžby. Přinejmenším od roku 1985 je rýžování zlata v Medelském Rýnu součástí volnočasových aktivit v hotelu Disentis Acla da Fontauna. Swiss Gold Exploration AG plánuje komerční těžbu. Dne 1. dubna 2012 voliči obce jasně odmítli přenesení kompetencí ve věci koncese na průzkum na obecní radu. Udělení koncese tak zůstává v kompetenci voličů, kteří si cení zachování neporušené krajiny.
Oblast je plánována jako součást připravovaného národního parku Parc Adula.

## Obyvatelstvo

Medel

| Rok            | 1850 | 1900 | 1950 | 1960 | 2000 | 2004 | 2010 | 2012 | 2014 | 2016 |
| Počet obyvatel | 609  | 536  | 614  | 835  | 470  | 480  | 435  | 422  | 398  | 385  |

Medel je jednou z obcí, která si stále zachovala tradiční jazyk, rétorománštinu. Při sčítání lidu v roce 2000 byla hlavním jazykem: přihlásilo se k ní 93 % místních obyvatel. Úředním a školním vyučovacím jazykem je rétorománský dialekt sursilvan.

## Doprava
Obcí prochází kantonální silnice č. 416, vedoucí z Disentisu přes Lukmanierský průsmyk na jih, do údolí Blenio (obec Blenio). Nejbližší železniční stanice se nachází v Disentisu (dráha údolím Surselva).